# Abies fanjingshanensis
Abies fanjingshanensis е вид ела от семейство Борови (Pinaceae). Видът е застрашен от изчезване.

## Разпространение
Разпространен е в планината Уулинг в Китай.